# 栃木県道139号原向停車場線
栃木県道139号原向停車場線（とちぎけんどう139ごう はらむこうていしゃじょうせん）は、栃木県日光市を通る一般県道である。

## 路線概要
- 指定：1961年（昭和36年）4月1日
- 距離：0.2km
- 起点：栃木県日光市足尾町（わたらせ渓谷鐵道原向駅）
- 終点：栃木県日光市足尾町（国道122号交点）

## 沿線施設
- わたらせ渓谷鐵道わたらせ渓谷線 原向駅